# Gioveretto
Il Gioveretto (3.439 m s.l.m. - Zufrittspitze in tedesco) è una montagna della catena Ortles-Cevedale nelle Alpi Retiche meridionali. Si trova in Trentino-Alto Adige nell'Alto Adige tra la val Martello e la val d'Ultimo.
Si può salire sulla vetta partendo dalla val d'Ultimo e passando dal rifugio Umberto Canziani (2.560 m). 
La montagna si trova proprio sopra al lago di Gioveretto, che prende il nome dalla montagna.

## Descrizione ascesa
Lasciata l'automobile nello spiazzo che sovrasta il lago di Fontana Bianca e si prende una mulattiera segnalata che sale subito ripida passando a fianco di un ristorante. Si cammina per un verde pascolo fino a giungere ad un bivio: sulla sinistra si stacca un sentiero che oltrepassa un torrente su un ponte. Si tralascia questa diramazione e si prosegue dritto inoltrandosi in un bellissimo bosco di larici.
Si sale per tornanti fino a giungere ad una radura dove si trova un'area attrezzata con tavoli da pic nic. Qui si incontra il sentiero panoramico che si stacca a destra. Proseguire dritto salendo per un verde pendio puntellato da grossi massi. A breve il sentiero volta a destra inoltrandosi in un aspro vallone. Si sale ora a zig zag molto ripidi su per il margine destro del vallone costituito da un irto pendio erboso cosparso da grossi massi. Si passa di fianco ad una ripida bastionata rocciosa dalla quale scende una cascatella sempre proseguendo per zig zag. Dopo pochi minuti il sentiero esce su una grande mulattiera sterrata che in cinque minuti porta al Rifugio Canziani 2560 m.
Da qui si prende il sentiero che parte a destra del rifugio e che taglia a mezzacosta un pendio costituito da sfasciumi. Dopo una decina di minuti si entra in un verde valloncello nel quale scende un torrente; si attraversa quest'ultimo, si supera un facile balzo erboso e si entra in un bellissimo pianoro puntellato qua e là da grandi pozze d'acqua, dove si può avere qualche problema di orientamento per carenza di segnali. Attraversato questo il sentiero comincia a salire su di una irta pietraia. Si sale su grossi massi sempre in salita fino a giungere ad un breve valloncello dove anche in piena estate è possibile trovare neve a terra. Superato questo il sentiero si inoltra in una maestosa distesa di sfasciumi ed in seguito comincia a risalire un ripido canale. Si sale faticosamente a zig zag tra gli sfasciumi fiancheggiando un nevaio perenne in via di scioglimento e, dopo buoni venti minuti, si esce dal canalino. Il sentiero ora taglia verso sinistra salendo per un ripido pendio di sfasciumi. A metà pendio si taglia a destra e si percorre una traversata di una quarantina di metri della vedretta del Gioveretto. Si sale poi ancora per sfasciumi molto sdrucciolevoli e ci si inoltra in un breve canalino dove bisogna fare attenzione a non far rotolare giù sassi. Si esce in breve dal canale e si attacca un sistema di facili balzi rocciosi che offrono una divertente arrampicata. Si giunge dunque ad un facile diedro attrezzato con corde fisse che si supera facilmente, si risale l'ultimo balzo roccioso e si giunge finalmente in vetta, a 3439 m e dopo 5 ore circa da Fontana Bianca.